# Ageratina adenophora
Ageratina adenophora (укр. Агератина аденофора, Аґератина аденофора) — вид квіткових рослин з родини айстрових, роду Ageratina.

## Опис
| |
| Ageratina adenophora (як Eupatorium glandulosum) в журналі «Curtis's Botanical Magazine» v.133 [ser.4:v.3] (1907) |

Кущі або багаторічні трави 30-90 (-200) см заввишки. Стебла прямостоячі; гілки супротивні, косо висхідні, білі, опушені, верхня частина і квітконоси більш щільні, голі або голі в нижній частині при основі. Листки супротивні, довгочерешкові; пластина абаксіально бліда, адаксіально зелена, яйцеподібна, трикутно-яйцеодібна або ромбічно-яйцеподібна, 3,5-7,5 × 1,5-3 см, тонка, обидві поверхні рідко опушені, в основі 3-жилкова, основа зрізана або злегка серцеподібна, верхівка гостра. Суцвіття верхівкові, щиткоподібні або складно-щиткоподібні, до 12 см в діаметрі. Головка численна, 2-4 см, 40-50 квіток; обгортка ширококодзвоникова, близько 3 × 4 мм; листочки 2-рядні, лінійні або лінійно-ланцетні, 3,5-5 мм, верхівка загострена або загострена; приймочка від опуклої до конічної; віночки пурпурові, трубчасті, близько 3,5 мм. Сім'янки чорно-бурі, вузькоеліптичні, 1-1,5 мм, 5-кутні, без волосків і залоз; щетинок 10, зрослих при основі, білих, тонких, рівних віночку. Цвіте і плодоносить у квітні-жовтні. 2n = 51.

## Екологія
Зростає по вологих місцях або узбіччях доріг на схилах, узліссях, на висоті 900—2200 м над рівнем моря.

## Поширення
Баткьківщиною цього виду є Мексика. Пантропічний і пансубтропічний інвазивний бур'ян в Камбоджі, Індії, Лаосі, М'янмі, Непалі, Індонезії, на Філіппінах, Таїланді, В'єтнамі; Південній Африці, Америці, островах Атлантики (Канарські острови), Австралії, островах Тихого океану. Інтродукований і натуралізований в Китаї (Гуансі, Гуйчжоу, Юньнань). Ageratina adenophora була завезена в Китай в середині 19 століття. Рослина отруйна; воли та коні хворіли, а іноді й гинули від її споживання.